# Герсеванівка
Герсева́нівка —  село в Україні, у Лозівській міській громаді Лозівського району Харківської області. Населення становить 413 осіб. До 2020 орган місцевого самоврядування — Перемогівська сільська рада.

## Географія
Село Герсеванівка знаходиться на відстані 2 км від сіл Перемога, Оддихне, Водолага, Рубіжне, Роздори. Через село проходить залізниця, станція Герсеванівський. Поруч проходить автомобільна дорога Т 2107.

## Назва
Свою назву село отримало від прізвища Миколи Михайловича Герсеванова (справжнє прізвище - Герсеванішвілі). У пресі тих часів згадується, що в ХІХ ст. землеволодіння відомого поміщика Куликовського розділили між собою його спадкоємці. Так в цих степових краях з'явилися дворянські села Герсеванових, Панютиних, Зарудних.

## Історія
- 1905 - дата заснування.
- 12 червня 2020 року, відповідно до Розпорядження Кабінету Міністрів України  № 725-р «Про визначення адміністративних центрів та затвердження територій територіальних громад Харківської області», увійшло до складу Лозівської міської громади.[1]
- 17 липня 2020 року, в результаті адміністративно-територіальної реформи та ліквідації колишнього Лозівського району (1923—2020), увійшло до складу новоутвореного Лозівського району Харківської області.[2]

## Населення

### Мова
Розподіл населення за рідною мовою за даними :
| Мова            | Кількість | Відсоток |
| --------------- | --------- | -------- |
| українська      | 392       | 94.92%   |
| російська       | 17        | 4.12%    |
| інші/не вказали | 4         | 0.96%    |
| Усього          | 413       | 100%     |

## Релігія
- Церква Пантелеймона

## Відомі уродженці
- Кряж Іван Захарович (1905—1967) — 1-й секретар Старомлинівського і Великоновосілківського райкомів КПУ Донецької області, Герой Соціалістичної Праці